# Owe Sandeberg

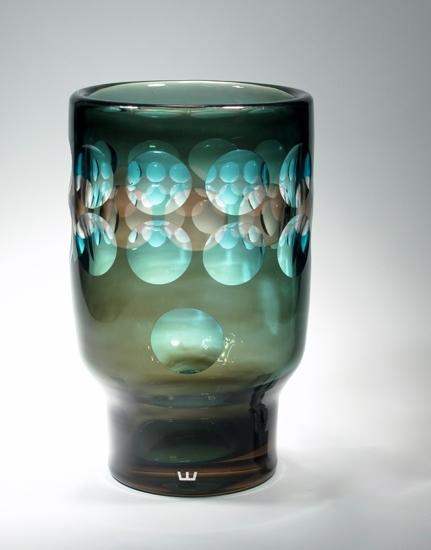
Vas formgiven av Hans-Ove Sandeberg för Kosta glasbruk

Per Hans-Owe Sandeberg, född 2 december 1922 i Stockholm, död 24 januari 1972 i Göteborg, var en svensk tecknare och konsthantverkare.
Han var son till köpmannen Per Isidor Sandeberg och Nanny Ingeborg Holm och från 1950 gift med Anna Barbro Gunilla Reyde. Sandeberg studerade vid Slöjdföreningens skolas Högre konsthantverksavdelning i Göteborg (senare namnändrat till Högskolan för design och konsthantverk) samt under studieresor till bland annat Danmark, Frankrike, Tyskland och Italien. Han medverkade i Nationalmuseums utställning Unga tecknare 1949. Hans tidiga konst består av teckningar men från slutet av 1950-talet arbetade han med glasdesign på Hovmantorp, Reijmyre glasbruk och Kosta glasbruk. För Kosta formgav han under 1960- och början av 1970-talet en stor mängd glaslampor, många med djurmotiv. Han samarbetade med Egil Carlsson resulterade i ett antal skulpturer och annan utsmyckning. Vid en tävling om utsmyckning av Stockholms tunnelbana 1961 prisbelönades hans förslag Tågdrag som var en anordning för rörlig affischmontering.